# Тунел
Тунел (новији) или прокоп (старији облик) је подземни (а ретко и подводни) пролазни пут. Тачнија одређења било би: тунел сваки подземни пролаз, чија је дужина бар два пута већа од ширине и који је отворен са обе стране (улазне и излазне). У грађевинарству постоји једно много строже одређење по ком тунел мора бити најмање дуг 0,16 km или 0,1 миљу, док је све краће од тога само подземни пролаз испод нечега (нпр. пролаз испод моста). Овим би многе структуре које сматрамо тунелима изгубиле свој статус. Тунел може бити намењен: за возила (аутомобили, камиони, возови,...). Нарочито важни метро-тунели; за пешаке и бициклисте; за допремање воде; посебне и ретке намене (тунел-канал, нпр. за пролаз животиња на другу страну ауто-пута)

## Терминологија
Тунел је релативно дуг и узак; дужина је често много већа од двоструког пречника, мада се могу конструисати слична краћа ископавања, као што су попречни пролази између тунела.
Дефиниција тунела може се јако разликовати од извора до извора. На пример, дефиниција друмског тунела у Уједињеном Краљевству наводи да је тунел „подземна конструкција аутопута затворена на дужини од 150 m (490 ft) или више.“ У Сједињеним Државама,  дефиниција тунела је „Подземна конструкција са пројектованом дужином већом од 23 m (75 ft) и пречником већим од 1.800 mm (5,9 ft)).”

## Геотехничко истраживање и пројектовање
Велики тунелски пројекат мора започети свеобухватним испитивањем стања тла прикупљањем узорака из бушотина и другим геофизичким техникама. На бази тих података се може направити информисан избор машина и метода за ископавање и подупирање тла, чиме се смањује ризик од наиласка на непредвиђене услове тла. При планирању руте могу се одабрати водоравна и окомита поравнања како би се искористили најбољи услови тла и воде. Уобичајена је пракса да се тунел лоцира дубље него што би иначе било потребно, како би се копало кроз чврсту стену или други материјал који је лакше подупирати током изградње.
Конвенционалне радне и прелиминарне студије локације могу дати недовољно информација за процену фактора попут блоковске природе стена, тачне локације зона раседа или времена мировања тла. Ово може представљати посебну потешкоћу код тунела великог пречника. Да би се прикупило више информација, пилот тунел (или „дрифт тунел”) може се направити пре главног ископа. Мања је вероватноћа да ће се овај мањи тунел катастрофално урушити у случају неочекиваних услова. Тај тунел се може уградити у завршни тунел или се може користити као резерва или излаз у хитним случајевима. Алтернативно, хоризонталне бушотине се понекад могу правити испред напредујућег лица тунела.
Други кључни геотехнички фактори:
- Време стајања је време током кога новоископана шупљина може да се одржи без икаквих додатних структура. Познавање овог параметра омогућава инжењерима да одреде колико се ископ дуго се може наставити пре него што је неопходно поставити подршку, што заузврат утиче на брзину, ефикасност и цену изградње. Генерално, одређене конфигурације камена и глине ће имати највеће време стајања, док ће песак и фино земљиште имати много мање времена стајања.[3]
- Контрола подземних вода је веома важна у изградњи тунела. Вода која цури у тунел или окомито окно значајно ће смањити време стајања, узрокујући нестабилност ископа и опасност од урушавања. Најчешћи начин контроле подземних вода је инсталирање цеви тло за одводњавање и једноставно испумпавање воде.[4] Врло ефикасна, али скупа технологија је замрзавање тла, коришћењем цеви које се умећу у тло око ископа, а које се затим хладе посебним расхладним флуидима. Ово замрзава тло око сваке цеви све док цео простор не буде окружен смрзнутим тлом, задржавајући воду све док се не изгради трајна структура.
- Облик попречног пресека тунела такође је веома важан за одређивање времена стајања. Ако тунелски ископ има већу ширину од висине, његово самоодржавање је отежано, те се смањује његово време стајања. Квадратни или правоугаони ископ је теже учинити самодрживим због концентрације напрезања на угловима.[5]

## Градња тунела
Градња тунела се врши из неколико корака:
- геотехничко испитивање - обично се састоји од низа студија о квалитету земљишта (анализе стена, дебљина слојева), на основу којих се одређују особине будућег тунела, као и начин градње. У неким случајевима, потребно је изградити и тзв. „пилот-тунеле“, као претходницу главних.
- Изградња тунела може се вршити путем неколико начина:
  - метода исецања и наткривања - раскопава се терен до доње коте тунела, изграђује се конструкција тунела (бетон, челик), а затим се тунел наткрива новим земљиштем;
  - метода одозго-нагоре - изградња путем копања прокопа, додатно ојачаног потпорним гредама и ступцима.